# Hans Krull
Hans Willi Krull (* 8. März 1916 in Berlin-Tiergarten; † 19. August 1983 in Berlin-Charlottenburg) war ein deutscher Schauspieler, Hörspielsprecher und Regisseur.

## Leben
Krull besuchte die Schauspielschule des Deutschen Theaters Berlin und nahm zudem privaten Schauspielunterricht bei Ausbildung bei Otto Brefin. Sein Bühnendebüt gab er 1937 als „Romeo“ im Stadttheater Göttingen, wo er bis 1938 auch sein erstes Engagement erhielt. Weitere Bühnenstationen waren von 1938 bis 1940 das Stadttheater Bochum, von 1940 bis 1942 das Reichsgautheater Posen sowie von 1942 bis 1944 das Theater der Stadt Straßburg. Nach einem kurzen Gastspiel 1943 am Renaissancetheater in Berlin fand Krull 1946 zunächst eine Anstellung bei den Stuttgarter Kammerspielen und wurde schließlich 1948 zum Direktor des „Neuen Theaters“ in Ost-Berlin berufen. Später spielte er im Westen der Stadt, beispielsweise am Schloßparktheater, am Hebbel-Theater sowie an der Tribüne. Krull spielte zahlreiche klassische Haupt- und Charakterrollen wie den „Franz Moor“ in Schillers Räubern in Stuttgart oder den „John Worthing“ in Oscar Wildes Bunbury 1955 an der Tribüne Berlin. Neben seiner Arbeit als Schauspieler und Regisseur verfasste er auch gemeinsam mit Friedrich Steig das musikalische Lustspiel Verliebtes Spiel.
Daneben übernahm Krull auch regelmäßig Rollen in Film- und Fernsehproduktionen. Bereits 1950 spielte er in Paul Verhoevens DEFA-Märchenklassiker Das kalte Herz. In der Bundesrepublik stand er mehrfach unter der Regie von Falk Harnack vor der Kamera: in den Historiendramen Anastasia, die letzte Zarentochter und Ferdinand Graf von Zeppelin – Stunde der Entscheidung, im Kriegsfilm Unruhige Nacht, im Abenteuerfilm Kampf um Kautschuk sowie im Drama Ein Frauenarzt klagt an mit Dieter Borsche. Zu seinen weiteren Filmen zählen die Grethe-Weiser-Komödie Jenny und der Herr im Frack, das Fernsehdrama Little Boy von Eberhard Itzenplitz sowie der Edgar-Wallace-Krimi Im Banne des Unheimlichen. Für vier Folgen der Reihe Krimi-Quiz – Amateure als Kriminalisten löste er Heinz Drache in der Rolle des „Kollin“ ab. Krull war Hauptakteur einer der ersten Playback-Sendungen des deutschen Fernsehens. Am 9. Dezember 1953 wurde eine Inszenierung von La Traviata als Fernseh-Oper live gesendet, bei der Krull in der Hauptrolle des „Alfred Germont“ die Lippen nach dem zuvor aufgenommenen Tonband-Gesang vom Tenor Hugo Sieberg. Darüber hinaus arbeitete er als Sprecher für Hörfunk und Hörspielproduktionen.
Krull war geschieden. Hans Krull starb am 19. August 1983 um 05:15 Uhr im Paulinenkrankenhaus in Berlin-Charlottenburg im Alter von 67 Jahren. Er wohnte zuletzt in der Fasanenstraße 58 in Berlin.

## Hans und Charlotte Krull Stiftung
Hans Krull war zeitweilig mit der Sängerin und Tänzerin Charlotte Biewald (1918–1992) verheiratet. In Andenken an ihre Eltern richtete die gemeinsame Tochter Charlit Krull testamentarisch die Hans und Charlotte Krull Stiftung ein. Die gemeinnützige Stiftung des bürgerlichen Rechts mit Sitz in Berlin wurde 2009 gegründet. Sie vergibt jährlich Arbeitsstipendien von bis zu 12.000 Euro und bezuschusst ausgewählte Projekte der bildenden Kunst und der Gartenbaukunst in Berlin und Brandenburg.

## Filmografie (Auswahl)
- 1950: Das kalte Herz
- 1956: Anastasia, die letzte Zarentochter
- 1958: Unruhige Nacht
- 1963: Der Fall Rohrbach
- 1963: Meine Frau Susanne: Susannes Finanzen
- 1964: Jenny und der Herr im Frack
- 1964: Ein Frauenarzt klagt an
- 1964: Der Fall Jakubowski – Rekonstruktion eines Justizirrtums
- 1965: Krimi-Quiz – Amateure als Kriminalisten
- 1966: Rasputin
- 1967: Das kleine Teehaus
- 1967: Auf Sieg? Auf Platz? – Auf Liebe!
- 1968: Eine halbe Stunde
- 1968: Madame Caillaux
- 1968: Im Banne des Unheimlichen
- 1968: Van de Velde: Die vollkommene Ehe
- 1970: Ferdinand Graf von Zeppelin – Stunde der Entscheidung
- 1970: Erbe gesucht – Theater vorhanden
- 1970: Gneisenau – Die politische Auflehnung eines Soldaten
- 1975: Little Boy
- 1978: Kommissariat 9: Der Zapfhahn

## Theater
- 1965: Félicien Marceau: Der Manager – Regie: Dieter Reible (Renaissance-Theater Berlin)

## Hörspiele (Auswahl)
- 1946: Die drei Tage; Regie: Alfred Vohrer, mit Gerhard Eichwein, Friedrich Schoenfelder, SDR.
- 1950: Tilman Riemenschneider; Regie: Günther Schiffel, mit Anselm Alberti, Herbert Köfer, (Rundfunk der DDR).
- 1950: Wie kann es sein, dass Kapitän Brown seine Wette verlor – Regie: Werner Stewe (Rundfunk der DDR)
- 1953: Das Buch mit den drei goldenen Schlössern; Regie: Günter Siebert, mit Adi Lödel, Heinz Klevenow, RB.
- 1954: Léocadia; nach Jean Anouilh, Regie: Frank Lothar, mit Richard Handwerk, Horst Keitel, RIAS.
- 1954: Der Tor und der Tod; Regie; Günther Hadank, mit Günther Hadank, Franz Weber, SFB.
- 1959: Horatio Hornblower’s Abenteuer, Taten und Leiden; Regie: Erich Köhler, mit Wolfgang Wahl, Heinz Giese, SFB.
- 1959: Recht gewünscht und schlecht gewünscht; Regie: Carlheinz Riepenhausen, mit Paul Günther, Käthe Jöken-König, SFB.
- 1962: Vorstadtkönig; Regie: Erich Köhler, mit Katharina Wesse, Vera Kluth, SFB.
- 1963: Akte M Strich 1; Regie: Günter Siebert, mit Hans Joachim Rathmmann, Jo Wegener, RB.
- 1963: Auch hier Palermo; Regie: Erich Köhler, mit Martin Hirthe, Woldemar Leippi, SFB.
- 1964: Treffpunkt Rosenstraße 9; Regie: Günter Siebert, mit Werner Bruhns, Herbert Steinmetz, RB.
- 1964: Der Besuch; Regie: Erich Köhler, mit Gisela Mattishent, Katharina Wesse, SFB.
- 1967: Verbirg dich im Baum des Lebens; Regie: Otto Kurth, mit Hans Helmut Dickow, Maria Häußler, RB.
- 1967: Abels Tod; Regie: Siegfried Niemann, mit Wolfgang Kühne, Max Grothusen, SFB.
- 1967: Das Goldfischglas; Regie: Siegfried Niemann, mit Ilse Kiewiet, Beate Menner, SFB.